# Erik Henningsen
Erik Ludvig Henningsen, född 29 augusti 1855, död 28 november 1930, var en dansk målare. Han var bror till Frants Henningsen.
Henningsen valde helst genreartade motiv ur det köpenhamnska småfolkets liv. Även hans större arbeten, som Schröder talar på Askov (på Frederiksborgs slott), har genresmässiga drag. Henningsen är representerad på Nationalmuseum i Stockholm.

## Utmärkelser
- Anckerska legatet,  1889[10]
- Eckersbergmedaljen,  1890[10]
- Riddare av Dannebrogorden,  1897[4]
- Dannebrogsmännens hederstecken,  1914[4]

[Redigera Wikidata]